# Ilha Barlow
Ilha Barlow ou Barlow Island é uma pequena ilha localizada ao largo da costa norte da Ilha Smith, no arquipélago das Ilhas Shetland do Sul, na extremidade setentrional da Península Antártica, estendendo-se por uma superfície de 5,28 hectares.
O nome da ilha foi dado, presumivelmente para honrar o físico e matemático britânico Peter Barlow (1776-1862), do qual deriva o nome "Cabo Barlow" aplicado originalmente em 1829 pela expedição naval britânica sob o capitão Henry Foster para algum ponto no lado leste da Ilha Smith. 

## Ligações Externas
- SCAR Composite Antarctic Gazetteer (em inglês).